# Галкін Новомир Георгійович
Галкін Новомир Георгійович (нар. 1925, Харків — 1995, там же) — майстер спорту (1960), інструктор-методист 1-ї категорії. Шліфувальник Харківського дослідного заводу «Технооснастка». Закінчив Смоленське стрілецько-снайперське училище, лейтенант, воював на фронтах другої світової війни. Має понад 10 урядових бойових нагород, в тому числі Медаль за "Бойові заслуги".
Альпінізмом і гірськими лижами почав займатися після війни, здійснивши сходження на пік Миколаєва в Цеї. 1950 р. — закінчив Харківську школу інструкторів; тренер з гірськолижного спорту. 1955—1972 рр. — працював на всіх інструкторських посадах (в тому числі нач. Рятувального загону) в альптаборах країни, на навчально-спортивних зборах, керував експедиціями. викладав в школі інструкторів альпінізму ВЦСПС в «Джантугані», «Ельбрусі». «Ала-Арчі». Працював нач. уч. частини в альптаборах «Ельбрус», «Цей», «Айлама».
Здійснив понад 150 сходжень, серед яких виділяються маршрути 5-ї к.с .:
Сонгуті, Дубль-пік;
траверс пік Тихонова-Коштантау,
пік Леніна,
пік Правди,
3ах. Шхельда по стіні, пік Щуровского, Півд. Ушба по зах. стіні.
Призер чемпіонатів України 1959—1966 рр. Активно займався спортивним скелелазінням, учасник різних змагань, починаючи з 1953 р. і закінчуючи 1991 р. (призер в зв'язках серед ветеранів). Мав великий досвід суддівства змагань зі скелелазіння — від ЦР ДСТ «Авангард» і меморіалу Кустовського до чемпіонатів Союзу та першостей ВЦРПС. Багато років виступав за команду альптабору «Шахтар» в змаганнях серед рятзагонів ВР ДСО профспілок.
Мав жетон «Рятувальний загін» № 740, брав участь у багатьох складних рятувальних акціях: учасник і кер. головного загону, наприклад: 1954 р. — допомога групам Є. Тура і А. Глиховцева; 1968 р. — аварія в групі японських альпіністів; 1974 р. — аварія в групі Єгорова і багато ін.

## Ресурси Інтернету
- Альпинисты северной столицы [Архівовано 23 лютого 2019 у Wayback Machine.]